# 密須
密須（みつす）は、古代の部落国家。現在の甘粛省平涼市霊台県西屯鎮に位置する。殷代の方国の一つ。国君は姞姓。
殷代の末年に、周の文王によって滅亡した。その国土が姫姓諸侯に分封され、西周の密国となる。